# Eristena
Eristena är ett släkte av fjärilar. Eristena ingår i familjen Crambidae.

## Dottertaxa tillEristena, i alfabetisk ordning[1]
- Eristena albifurcalis
- Eristena araelis
- Eristena auropunctalis
- Eristena bifurcalis
- Eristena camptoteles
- Eristena chrysozonalis
- Eristena excisalis
- Eristena fulva
- Eristena gregaria
- Eristena grisealis
- Eristena javanica
- Eristena mangalis
- Eristena marginalis
- Eristena melanolitha
- Eristena melanotalis
- Eristena murinalis
- Eristena oligostigmalis
- Eristena ornata
- Eristena orthoteles
- Eristena parvalis
- Eristena postalbalis
- Eristena pulchellale
- Eristena pumila
- Eristena shafferi
- Eristena straminealis
- Eristena tanongchiti
- Eristena tenebrifera
- Eristena tetralitha
- Eristena thalassalis